# جيم روبرتس
جيم روبرتس هو لاعب هوكي الجليد كندي، ولد في 9 أبريل 1940 في تورونتو في كندا، وتوفي في 23 أكتوبر 2015 في سانت لويس في الولايات المتحدة بسبب سرطان.

## وصلات خارجية
- جيم روبرتس على موقع دوري الهوكي الوطني (الإنجليزية)
- جيم روبرتس على موقع قاعة مشاهير الهوكي (لاعب أن.إتش.أل) (الإنجليزية)
- جيم روبرتس على موقع EliteProspects.com (الإنجليزية)
- جيم روبرتس على موقع HockeyDB.com (الإنجليزية)
- جيم روبرتس على موقع Hockey-Reference.com (الإنجليزية)